# Pere de Cardona i de Villena
Pere de Cardona i de Villena (castellà: Pedro de Cardona)  (Sicília, c. 1410 - Sicília i Palerm, c. 1450) va ser un noble català, senyor de Maldà i comte de Collesano.
Era fill d'Antoni de Cardona i de Luna i d'Elionor de Villena i es casà amb Elvira de Ventimiglia, amb la que va tenir un fill; Artau de Cardona i de Ventimiglia, que es casà amb Maria de Ventimiglia.